# チル・ウィルス
チル・ウィルス（Chill Wills, 1902年7月18日 - 1978年12月15日）は、アメリカ合衆国の俳優、歌手。
アカデミー助演男優賞にノミネートされたこともある名脇役、特に西部劇での印象的な脇役として知られるが、元々は四人組歌手グループ「Chill Wills and his Avalon Boys (The Avalon Boys)」のリーダーとして1930年代に人気のあった歌手である。

## 来歴
1902年にアメリカ・テキサス州ダラス・シーガビルに生まれる。12歳でヴォードヴィリアンとして舞台に立つようになる。
1928年にバレエ・ダンサーのハティ・エリザベス（ベティ）チャッペルと結婚する。後に2人の子をもうける。
四人組の歌手グループ「Chill Wills and his Avalon Boys」を結成。
ハリウッドのナイトクラブ「トロカデロ」に出演しているところをRKOの重役が目に留め、いくつかの低予算西部劇映画に出演する。その後グループとして多くのコメディ映画に出演する。1937年のローレル&ハーディ主演コメディ『宝の山』でのパフォーマンス（スタン・ローレルの低音パートの吹替を含む）が絶賛される。
1938年にグループを解散し、俳優に専念する。以降、西部劇を中心に様々な映画に出演、1950年代以降はテレビドラマにも出演するようになる。
1960年の『アラモ』で第33回アカデミー賞の助演男優賞にノミネートされる。
1971年に妻ベティを亡くす。1973年にノヴァディーン・グージと再婚。
1978年に癌で死去。

## 主な出演作品
- 宝の山 Way Out West (1937)
- アリゲニー高原の暴動 Allegheny Uprising (1939)
- ブーム・タウン Boom Town (1940)
- 西部の男 The Westerner (1940)
- ターザン紐育へ行く Tarzan's New York Adventure (1942)
- Stand By for Action (1942)
- 若草の頃 Meet Me in St. Louis (1944)
- 哀愁の湖 Leave Her to Heaven (1945)
- 子鹿物語 The Yearling (1946)
- 荒野の風来坊 High Lonesome（1950）
- リオ・グランデの砦 Rio Grande (1950)
- ジャイアンツ Giant (1956)
- アラモ The Alamo (1960)
- ボーイハント Where the Boys Are (1960)
- 荒野のガンマン The Deadly Companions (1961)
- 枢機卿 The Cardinal (1963)
- マクリントック Mclintock! (1963)
- ランダース The Rounders (1965)
- 火の玉レーサー Fireball 500 (1966)
- L・B・ジョーンズの解放 The Liberation of L.B. Jones (1970)
- 教授の異常な体験 The Steagle (1971)
- ビリー・ザ・キッド/21才の生涯 Pat Garrett and Billy the Kid (1973)